# Ortegia hispanica
Ortegia hispanica L. – gatunek rośliny z rodziny goździkowatych reprezentujący monotypowy rodzaj Ortegia, dla którego w XIX wieku zaproponowano w języku polskim nazwę zwyczajową „dzierwota”. Gatunek występuje w zachodniej części obszaru śródziemnomorskiego – w Portugalii i Hiszpanii. Występował także we Włoszech i Algierii, ale w krajach tych uznany jest za gatunek wymarły.
Nazwa naukowa rodzaju upamiętnia botanika i lekarza – Casimiro Gómeza Ortegę (1741–1818).

## Morfologia

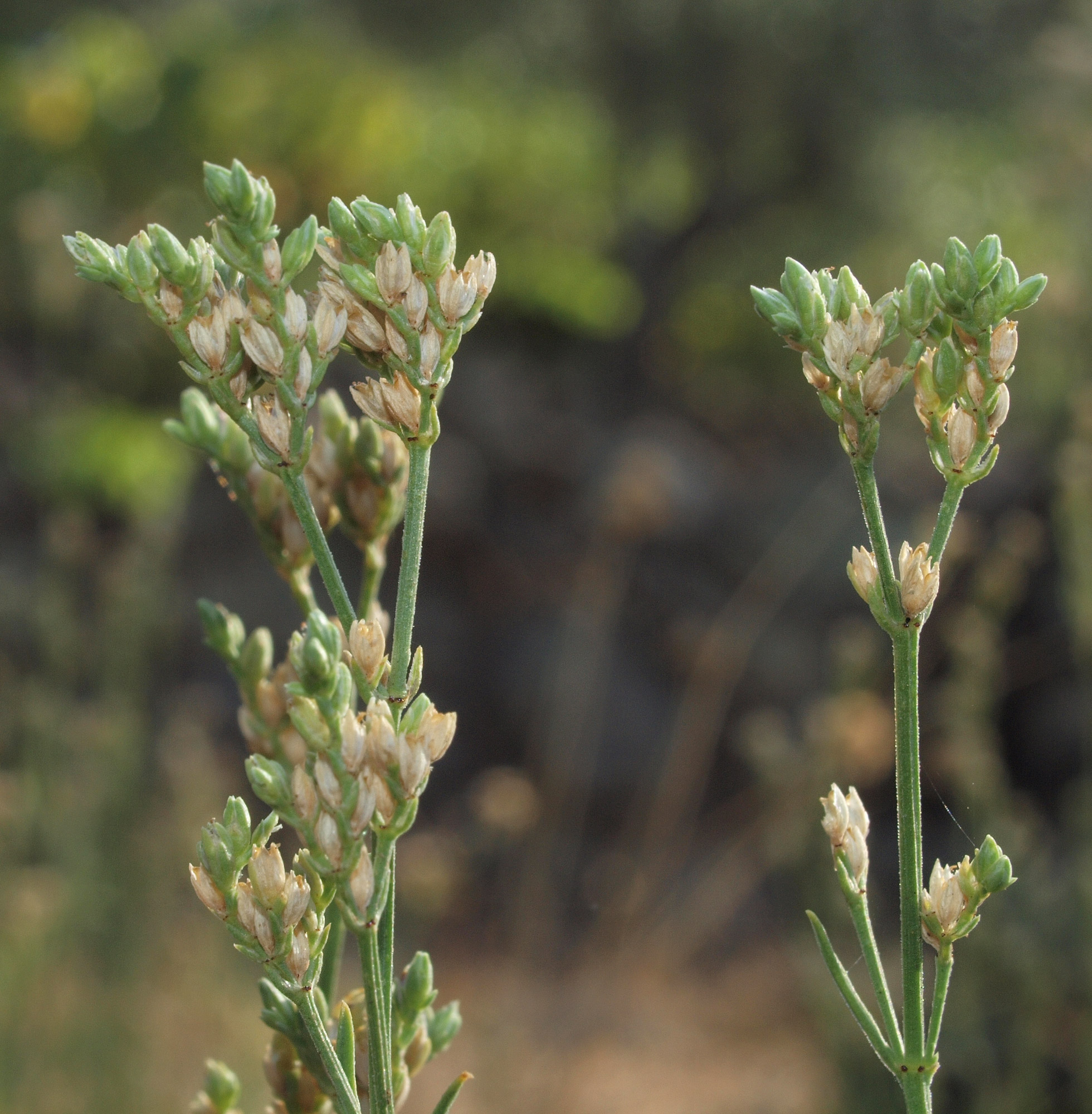
Kwiatostany

PokrójNiewielka roślina zielna (opisywana jako jednoroczna lub wieloletnia), osiągająca do 30 cm, rzadziej nieco więcej. Pędy prosto wzniesione, sinozielone i silnie rozgałęzione od nasady.
LiścieNaprzeciwległe i wąskie (o długości do 20 mm i szerokości do 2 mm), z przylistkami drobnymi, szczecinkowatymi i odpadającymi.
KwiatyDrobne, zebrane w luźne, szczytowe wierzchotki. Działki kielicha w liczbie 5, nierównej długości, kapturkowate, z kantem na grzbiecie, na brzegu obłonione. Płatków korony brak. Pręciki są trzy. Zalążnia z licznymi zalążkami, na szczycie z trójdzielnym znamieniem.
OwoceTorebki otwierające się trzema klapami, zawierające liczne, podługowate nasiona.

## Systematyka
Gatunek reprezentuje monotypowy rodzaj Ortegia Loefl. z rodziny goździkowatych Caryophyllaceae. W obrębie rodziny rodzaj sytuowany jest w plemieniu Polycarpeae.